# Take as Needed for Pain
Take as Needed for Pain è il secondo album del gruppo sludge metal statunitense Eyehategod, pubblicato nel 1993 sotto la casa discografica Century Media.

## Tracce
1. "Blank" - 7:06
2. "Sisterfucker, Pt. 1" - 2:09
3. "Shoplift" - 3:14
4. "White Nigger" - 3:54
5. "30$ Bag" - 2:47
6. "Disturbance" - 7:01
7. "Take as Needed for Pain" - 6:06
8. "Sisterfucker, Pt. 2" - 2:37
9. "Crimes Against Skin" - 6:45
10. "Kill Your Boss" - 4:13
11. "Who Gave Her the Roses" - 1:59
12. "Laugh It Off" - 1:35

Tracce bonus
1. "Ruptured Heart Theory" - 3:33
2. "Story of the Eye" - 2:30
3. "Blank/Shoplift" - 3:58
4. "Southern Discomfort" - 4:24
5. "Serving Time in the Middle of Nowhere" - 3:20
6. "Lack of Almost Everything" - 2:28

## Formazione
- Mike Williams - voce
- Jimmy Bower - chitarra
- Brian Patton - chitarra
- Mark Schultz - basso
- Joey LaCaze - batteria